# Bombus (subgénero)
Bombus es un subgénero de abejorros perteneciente al género Bombus. Habitan en toda Europa, las Azores, todo el oeste de Asia, por el centro de Rusia, por las costas Del mar Caspio y del mar Negro, por el norte de la India, Pakistán,  el oeste de China, Alaska y Canadá. Habitan en bordes de bosques, praderas de montaña y pastizales.
Son abejorros de lengua corta y visitan flores poco profundas. Frecuentemente muerden agujeros en las corolas y roban las flores más profundas. También proporcionan polinización por zumbido para los tomates, etc. B. terrestris se propaga y se introduce especialmente para la polinización de los cultivos de invernadero. Anidan bajo tierra, sus colonias pueden ser especialmente grandes, no crean bolsillos.

## Especies
- Bombus affinis
- Bombus canariensis
- Bombus cryptarum
- Bombus franklini
- Bombus hypocrita
- Bombus ignitus
- Bombus jacobsoni
- Bombus lantschouensis
- Bombus longipennis
- Bombus lucorum
- Bombus magnus
- Bombus minshanensis
- Bombus occidentalis
- Bombus patagiatus
- Bombus sporadicus
- Bombus terrestris
- Bombus terricola
- Bombus tunicatus